# BANI
BANI (Akronym für englisch brittle, anxious, non-linear, incomprehensible) ist ein Konzept in der Führung. Es beschreibt die heutige Welt als chaotisch und gilt als eine Weiterentwicklung oder auch Ersatz von VUCA.
Der Begriff wurde vom US-amerikanischen Zukunftsforscher und Autor Jamais Cascio geprägt. Im April 2020 erschien der Begriff in dem von ihm erstellten englischsprachigen Artikel «Facing the Age of Chaos».

## Beschreibung
Das Akronym steht für die englischen Begriffe
- brittle‚ brüchig
- anxious‚ ängstlich
- non-linear, nicht linear
- incomprehensible, unfassbar

## Rezeption
Der Unternehmensberater Jeroen Kraaijenbrink beschreibt BANI im Jahr 2022 in der Online-Ausgabe des englischsprachigen Wirtschaftsmagazine Forbes wie folgt:

„Over the years, a variety of terms has been used to describe people’s difficulties grasping and controlling the world around them. There was dynamic, high-velocity, disruptive, turbulent and so on. Until recently, this has culminated in the notion of VUCA—Volatile, Uncertain, Complex and Ambiguous.
But, since a year or two, there’s a new kid on the block: BANI. It says that the world today is Brittle, Anxious, Non-Linear and Incomprehensible. (...)“

„Im Laufe der Jahre wurde eine Vielzahl von Begriffen verwendet, um die Schwierigkeiten der Menschen zu beschreiben, die Welt um sie herum zu begreifen und zu kontrollieren. Es gab die Begriffe dynamisch, schnell, störend, turbulent und so weiter. Bis vor kurzem gipfelte dies in dem Begriff VUCA - Volatile, Uncertain, Complex and Ambiguous.
Aber seit ein oder zwei Jahren gibt es ein neues Kind im Block: BANI. Es besagt, dass die heutige Welt spröde, ängstlich, nicht-linear und unverständlich ist. (...)“